# 7-й флот (США)

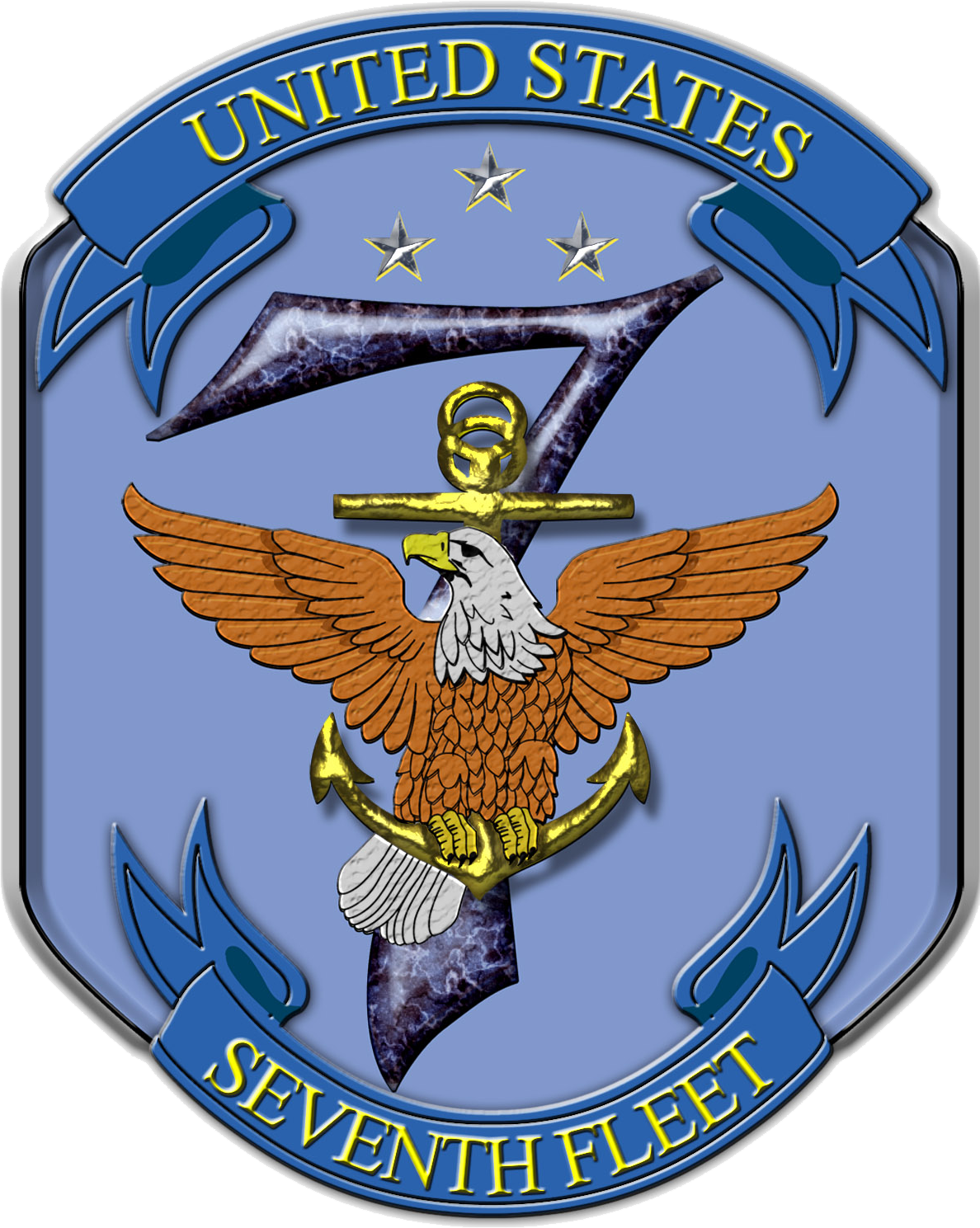
Емблема 7-го флоту

Сьомий флот — оперативний флот ВМС США, в зону відповідальності якого входить західна частина Тихого океану і східна частина Індійського океану — від Курильських островів на півночі до Антарктиди на півдні, від 68 меридіану на сході до лінії зміни дат на заході. Є передовим компонентом Тихоокеанського командування ВМС США.
Створений 15 березня 1943 року. Командувач (з липня 2008): віцеадмірал Джон Берд ((англ.)).
Більше 20-ти кораблів флоту постійно базуються на базах США в Японії і на Гуамі.
Починаючи з моменту формування, сили флоту брали участь багатьох операціях в районі Тихого і Індійського океанів.

## Командувачі
- Віцеадмірал Джозеф Оукен (англ. Joseph P. Aucoin; 7 вересня 2015 — 22 серпня 2017)[1]. Відсторонений від виконання обов'язків після двох інцидентів з ескадреними міноносцями типу «Арлі Берк» USS Fitzgerald та USS John S. McCain[2].